# Мартін Сайдік
Мартін Зайдік (нім. Martin Sajdik; нар. 14 січня 1949, Відень) — австрійський дипломат, Постійний представник Австрії при Організації Об'єднаних Націй з 2012 року.
З 22 червня 2015 року Спеціальний представник голови ОБСЄ у складі Тристоронньої контактної групи з реалізації мирного плану на сході України.

## Життєпис
Вивчав право у Віденському університеті (1967—1971), міжнародне право у Московському університеті (1972—1973) і міжнародні відносини в Університеті Джонса Гопкінса (1973—1974).
Вступивши на австрійську дипломатичну службу у 1975 році, він обіймав посаді у різних відділах Міністерства закордонних справ до 1978 року. З 1978 по 1980 — другий секретар Постійного представництва Австрії при Відділенні Організації Об'єднаних Націй у Женеві. З 1980 по 1985 р. він працював у Посольстві Австрії у Москві радником і прес-аташе.
Зайдік був керівником прес-департаменту Комісії з безпеки і співробітництва в Європі у Відні (1986—1987), главою Представництва австрійського банку Creditanstalt-Bankverein у Москві (1987–1989) і радником та заступником глави місії у Посольстві Австрії у Москві (1989—1991).
З 1994 по 1997 рік він очолював Департамент з управління майном. До цього (1991—1994) він працював у австрійській будівельній компанії Maculan Group директором з міжнародного бізнесу в Maculan Holding. Він також був членом Ради директорів Maculan International GmbH і генеральним директором спільного підприємства в Якутську, Росія.
З 2003 по 2007 рік Зайдік працював генеральним директором з економічних питань та європейської інтеграції в Міністерстві закордонних справ. З 1997 по 2003 рік він був начальником відділу розширення Європейського Союзу, торгівлі, торговельних відносин з-поза меж ЄС і Центральної Азії.
Зайдік працював послом Австрії в Китаї, Монголії та Корейській Народно-Демократичній Республіці з 2007 року.
7 жовтня 2019 року під час форуму «Salzburg Europe Summit», на сесій «Україна – шанси на мирне врегулювання», Сайдік відмовився коментувати проведення Росією «виборів» на окупованих територіях України та «референдуму» в Криму у 2014 році. Проте Сайдік сказав, що за часів СРСР півострів близько 30 років перебував «у складі Російської Федерації», потім 37 років у складі Української РСР, «а до цього була Російська імперія».

## Особисте життя
Одружений, має чотирьох дітей. Він вільно володіє англійською, російською, французькою та італійською мовами.
Дружина, Тамара Отунбаєва — старша дочка Ісака Отунбаєва, члена Верховного Суду Киргизької РСР (1967–1992).
Сестра дружини — Роза Отунбаєва, Голова Уряду народної довіри Киргизії (2010), Президент Перехідного періоду Киргизії (2010-2011) після Революції в Киргизстані 2010 року.